# Providencia (Cile)
Providencia è un comune del Cile della provincia di Santiago. Si trova nella Regione Metropolitana di Santiago. Al censimento del 2002 possedeva una popolazione di 120.874 abitanti.

## Monumenti e luoghi d'interesse
- Casa Schneider Hernández, villa storica eretta nel 1914.

## Società

### Evoluzione demografica
| Censimento del 1992 | Censimento del 2002 |
| 111.182 ab.         | 120.874 ab.         |